# São Francisco Futebol Clube (Roraima)
O São Francisco Futebol Clube foi um clube futebolístico brasileiro sediado na cidade de Boa Vista, capital de Roraima.
O São Francisco sagrou-se campeão roraimense em 1974 em uma excelente campanha após uma vitória frente o Roraima por 3–1, na última rodada daquela edição. Continuou disputando torneios regionais até o início da década de 1980, quando se afastou dos gramados.
Teve um hino composto em 1975 pela Equipe Difusora de Esportes ao Maestro Franco, então, maestro da Banda de Música da Guarda Territorial. Infelizmente, o hino do São Francisco é o único que está completamente perdido, diferente dos outros clubes da capital.[carece de fontes?]

## Títulos
- Campeonato Roraimense: 1974